# ليون غيلمور
ليون غيلمور (بالإنجليزية: Leon Gilmour) هو نقاش أمريكي، ولد في 1907، وتوفي في 1996.